# メナセ・ベン・イスラエル
メナセ・ベン・イスラエル（ヘブライ語：Menasseh Ben Israel (מנשה בן ישראל)、ポルトガル語：Manoel Dias Soeiro、1604年-1657年11月20日）はユダヤ教の神学者、ラビ、カバラ思想家、作家、外交官、出版者。ポルトガル出身。「マナセ・ベン・イスラエル」とも。
1290年にユダヤ人を追放したイギリスへのユダヤ人帰還を請願し交渉した。

## 生涯
ポルトガル王国のマデイラ島に生まれる。異端審問裁判によって1610年、ネーデルラント連邦共和国へ渡る。ネーデルラント諸州がカトリックのスペイン・ハプスブルク朝から独立するための八十年戦争の最中であった。
アムステルダムでラビになるための宗教教育を受けた。 1626年，アムステルダムにヘブライ語の印刷所をはじめて設立し，ヘブライ語，スペイン語，ポルトガル語を駆使して活発な著作活動を行なった。ヘブライ語印刷機(Emeth Meerets Titsma`h) を発明した。
1632年にスペイン語で書かれたEl Conciliador（1632）は即座に評判となり、ユダヤ人の信仰をヘブライ語聖書タナハのユダヤ教的解釈で強化することを目的としていた。
1638年、アムステルダムでの生活は危険だと判断し、ブラジルへの移住を決めた。
アムステルダムでの生活支援はポルトガル出身の実業家ペレイラ兄弟から受け、メナセは兄弟が設立したユダヤ神学校イェシーバーに匿われた

## ユダヤ人イギリス入国請願運動

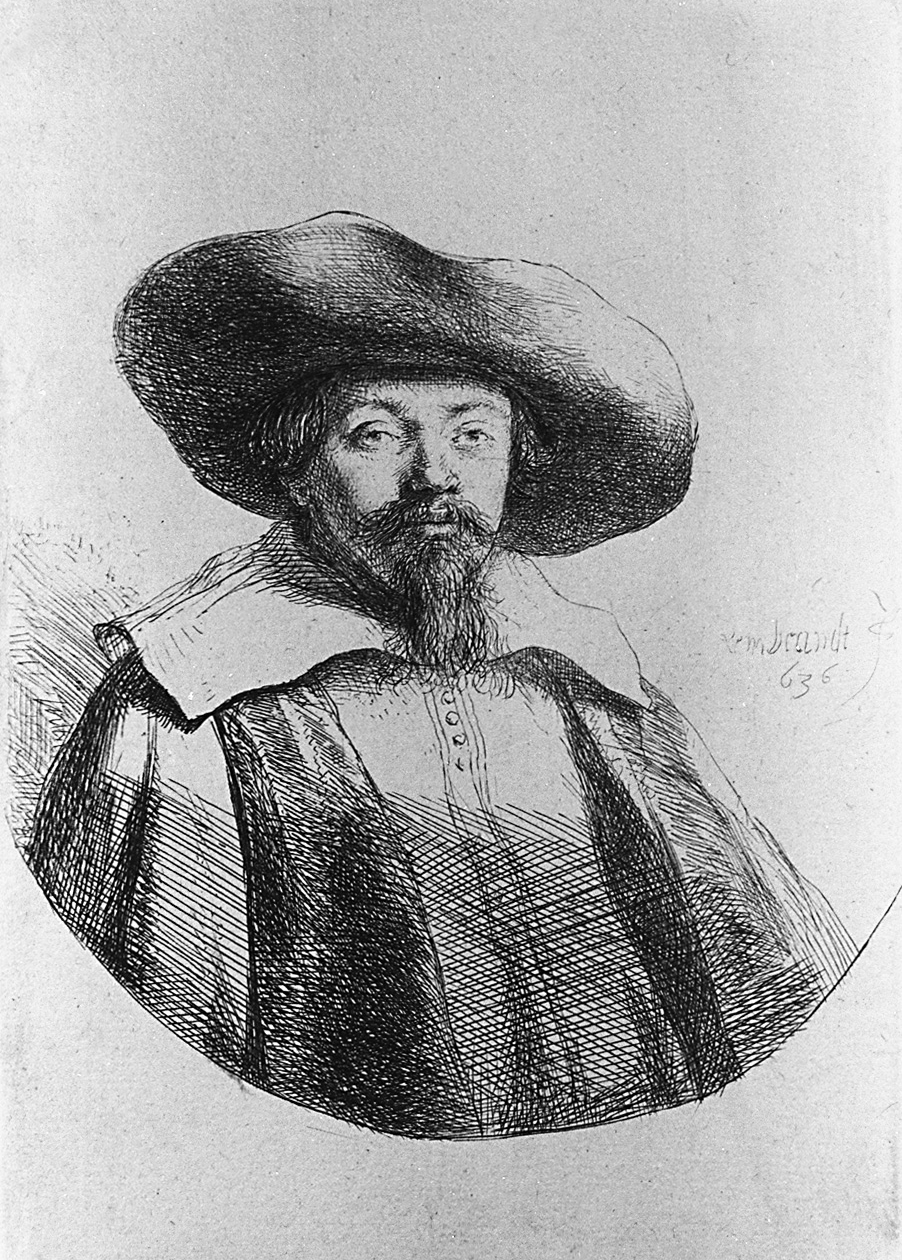
レンブラントまたはフェルディナント・ボル作、メナセ肖像画

1644年, メナセはマラーノポルトガル人旅行家モンテジノス（Antonio de Montezinos）と知り合った。モンテジノスはアンデス先住民はイスラエルの失われた10支族の末裔であると考えていた。これを聞いたメナセは、世界に散らばるユダヤ人がいるということがメシア的希望につながると考え、イングランドで1290年に追放されたユダヤ人が再び居住するという計画にいたった。
メナセは1650年に『イスラエルの希望』（ヘブライ語Mikveh Israel、ラテン語Spes Israelis) をアムステルダムで刊行し、1652年ロンドンでジョン・ミルトンの友人で千年王国を信奉するモーゼス・ウォールによって英訳され、6ヶ国語に翻訳された。同書においてメナセは、終末の到来を確かならしめるためには、ユダヤ人の拡散を完全のものとして、世界の末端であるイングランド（アングル・ド・ラ・テール 地の角）をユダヤ人の植民地と化するべきだと主張した。背景には1648年のポーランドでのコサック反乱によるユダヤ人難民の存在があった。マナセは著書をイギリス議会に献呈し、ユダヤ人を迎え入れれば貿易が盛んになり繁栄すると力説した。
この本は1648年にモンテジノスの主張について問い合わせたJohn Duryの書簡への返信から執筆された。メナセはメシア思想を説明し、議会における彼の親族議員について強調して、イギリスの財政的増加よりもユダヤ人とイギリスの友好関係を重視していると応えた

1651年、メナセは同書をスウェーデン女王クリスティーナに献本し、同年円頂党弁護士オリバー・シンジョンと知り合い、イギリス・オランダの提携について話したところ、感銘をうけたシンジョンは正式にユダヤ人再定住を請願することを勧めた
1651年、メナセは自著の英訳をランプ議会と国務会議に献本した。新世界にイスラエルの失われた10支族の末裔がいるという主張は、イギリス世論で騒動となり、その後のイギリス文学にも影響を与えた。政治家Edward Spencerと訳者モーゼス・ウォールと学者間での議論では、ユダヤ人はキリスト教に改宗するかという点も議題となった
メナセは「神は我々のもとを去りませんでした。迫害する者がいる一方で私達を礼儀正しく丁重に扱う者がいます。ある王が迫害しても、別の王が受け入れてくれます。イタリア王、デンマーク王、サヴォイア公国が栄えたのはイスラエル人を許可したからではないでしょうか？」と回答した

## イギリス議会での審議
1649年の清教徒革命では、市民階級の清教徒が「イスラエルよ、汝らの幕屋に戻れ！」を合言葉とした。清教徒革命は王室と癒着した教会への攻撃でもあり、クロムウェルはユダヤ教徒と非国教派を保護した。また、至福千年説が流行し、ユダヤ人を解放してキリスト教に改宗させることがメシア降臨の条件とみなされるようになった。清教徒の至福千年派は、ユダヤ人の改宗のためにユダヤ人をパレスチナに呼び戻すべきだと主張した。こうしたことから、クロムウェルの出自はユダヤ人ではないかと囁かれ、またクロムウェルはセントポール大聖堂を80万ポンドでユダヤ人に売却しようとしているという噂が流れた。
一方、非国教会の分離派は、イギリスの内乱は過去のユダヤ人迫害への天罰であるとみなし、メナセのユダヤ人イギリス入国請願運動を励ました。
オリバー・クロムウェルは、キリスト教を否定する者に寛容を貫くのは本末転倒であると退けながら、イギリス商業の保護と発展のためにユダヤ人国際ネットワークを利用することのメリットに理解を示した。またクロムウェルはスペインの植民地を奪取するための協力をユダヤ人マラーノから期待していた。
メナセは1655年9月の渡英に先立って「卑見（Humble Address)」を起草、シナゴーグの建設許可や、反ユダヤ法の改正を請求するとともに、ユダヤ人の商才、高潔な血統を強調、キリスト教徒幼児の殺害は中傷だと否定した。1655年11月、クロムウェルはこの請願を議会にかけたが、王党派は「王を殺した者が、救世主を殺した者と手を握った」と非難した。貴族マンモス伯はシナゴーグ建設案に不快感を示し、またロンドンでは傷痍軍人が「わしらも全員ユダヤ人になるしかあるまい」と噂し、商人は恐るべき競争相手と警戒し、聖職者は社会転覆の危険を見た。
イギリスは1650年から支配したスリナム植民地でユダヤ商人の権利を認めていた。
ユダヤ人歴史家Ismar Schorschは、メナセの請願が個人的な動機によるものであったのか、政治的なものであったのか宗教的な動機からは分からないとしている。また、イギリスがユダヤ人にとっての最終的な安住の地であるという考えは「イスラエルの希望」においても発見できず、後年になってイギリスの千年王国信奉者にアピールするために思いついたものではないかともいわれる

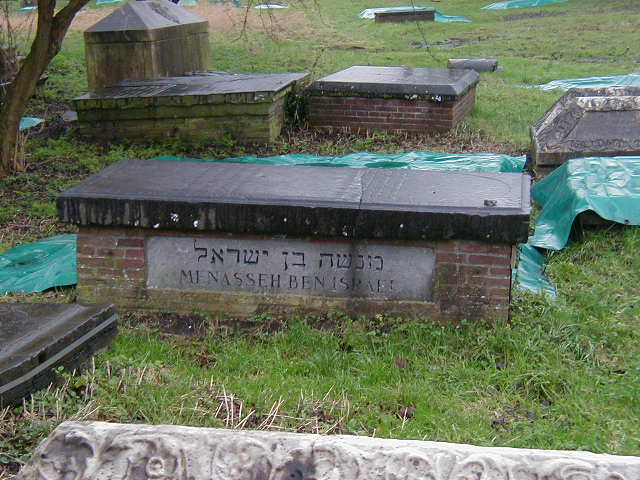
Menasseh's grave in Ouderkerk aan de Amstel

1655年、メナセはロンドンに到着した。メナセの不在中、アムステルダムのユダヤ共同体は、メナセの生徒であったスピノザを破門した。
ロンドンでメナセはHumble Addresses to the Lord Protectorを書いたが、ウィリアム・プリンの『ユダヤ人のイングランド移入に関する簡潔な異議申し立て(妨訴抗弁)』によって反論を受けた。
1655年12月、クロムウェルはホワイトホール会議（Whitehall Conference)を招集し、ユダヤ人召喚問題を議論した。議長の声明では、エドワード1世による1290年のユダヤ人追放は王の命令であり、正式な議会を通じてのものではなく、召喚を禁止する法はない、とされた。こうしてユダヤ人の条件が改善されたわけではなかったが、ユダヤ人受け入れが始まった。
作家ジョン・イーヴリンは1655年12月14日の日記で「今、ユダヤ人が許可された」と書いている。
プリンらの反論に対してメナセは Vindiciae judaeorum (1656)で反論した。

## 交友関係
生徒には哲学者スピノザが，また友人には古典語学者 I.フォスや法学者フーゴー・グローティウス、画家レンブラントらがおり、Gerardus Vossius, , António Vieira、Pierre Daniel Huetと文通した。
ホワイトホール会議以降の２年間、メナセはイギリスに定住し、さらにユダヤ人の再定住許可を請願するための書類を作成した。この間、メナセは神学者Ralph Cudworth, Henry Oldenburg, Robert Boyle、Adam Boreel、John Sadler, John Dury,Samuel Hartlib,Ambrose Barnes,Arise Evansと親交し、またメナセの生活は千年王国信奉者でユダヤ愛好家のバプテスト教会牧師Henry Jesseyが支えた

## 主要著作

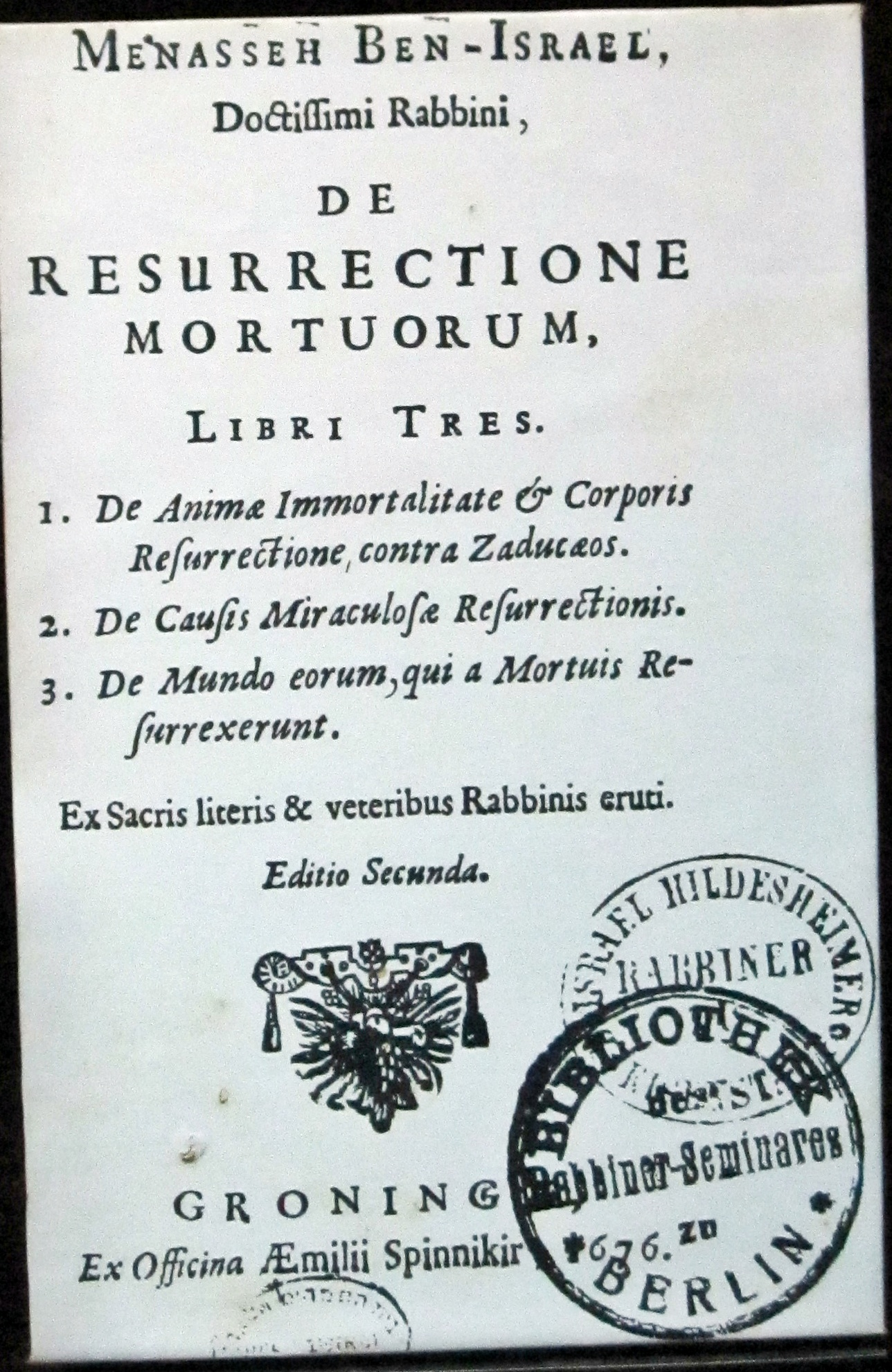
De Resurrectione Mortuorum by Menassah Ben Israel

- El conciliador (Amsterdam, 1632)（『仲裁者』）第一巻はVossiusが1633年にラテン語に翻訳した[20]
- De termino vitae ラテン語、1639年[21]
- De Creatione Problemata, スペイン語、アムステルダム、1635年.
- De Resurrectione Mortuorum, Book III 1636 - スペイン語・ラテン語[22]
- De la Fragilidad Humana (On Human Frailty) (1642)
- Nishmat Hayyim Hebrew
- a ritual compendium Thesouros dos dinim.
- Piedra gloriosa - レンブラント作エッチングが4枚収録されている。British Museum所蔵[23]
- Hope of Israel (London 1652). ラテン語：Spes Israelis（『イスラエルの希望』）[24]
- Vindiciae Judaeorum, Or, A Letter in Answer to Certain Questions Propounded by a Nobel and Learned Gentleman: Touching the Reproaches Cast on the Nation of the Jews ; Wherein All Objections are Candidly, and Yet Fully Clear'd. Amsterdam 1656.

ブラジルのリオデジャネイロ国立図書館にはメナセの他の著作が所蔵されている。
- Orden de las oraciones del mes, con lo mes necessario y obligatorio de las tres fiestas del año. Como tambien lo que toca a los ayunos, Hanucah, y Purim: con sus advertencias y notas para mas facilidad, y clareza. Industria y despeza de Menasseh ben Israel等。

## 家系
メナセの妻ラケルはラビ哲学者Isaac Abarbanelの孫であり、またラケルの家系はダビデ王の末裔と家伝に伝わり、メナセもそのことを誇りにしていた。
メナセの息子はメナセよりも先に死んだ。印刷職人の長男サムエルは1657年に、次男ヨセフは旅行中の1650年に若死にした。
メナセには娘グラチアがいて、Samuel Abarbanel Barbozaと1646年に結婚し、1690年に死んだ。
彫刻家モージズ・イジーキエルはメナセの末裔だと主張しているが真偽は不明である。